# Lopare
La municipalidad de Lopare se localiza dentro de la región de Bijeljina, dentro de la República Srpska, en Bosnia y Herzegovina.

## Geografía
La comunidad se encuentra en el noreste de Bosnia y Herzegovina entre el lado norte de la cordillera de Majevica (915 m) y de los paisajes Semberija en Posavina en el norte y noreste. 

## Demografía
Para el censo de 1991 la municipalidad tenía (con Celic) 32.537 habitantes. De estos, 18.243 se identificaron como serbios siendo un 56,07% de la población total, 11.990 bosnios un 36,85% de toda la población y 1.263 croatas, que vendrían a ser un 3,88%. 1.041 personas dieron a otras afiliaciones (3,2%). Sin Celic el municipio tenía sólo 18.744 habitantes, 15.489 serbios (82,63%) y 2.525 bosnios (13,47%).
Si se considera que la superficie total de Lopare es de doscientos ochenta kilómetros cuadrados y su población está compuesta por unas 32.537 personas, se puede estimar que la densidad poblacional de esta municipalidad es de ciento dieciséis habitantes por cada kilómetro cuadrado de esta división administrativa.

## Localidades
Esta municipalidad de la República Srpska, localizada en Bosnia y Herzegovina se encuentra subdividida en las siguientes localidades a saber:
- Bobetino Brdo
- Brezje
- Brijest
- Brnjik
- Brusnica
- Bučje
- Čelić
- Drijenča
- Humci
- Jablanica
- Koraj
- Koretaši
- Kozjak
- Labucka
- Lipovice
- Lopare
- Lopare (selo)
- Lukavica
- Mačkovac
- Miladići
- Milino Selo
- Mirosavci
- Mrtvica
- Nahvioci
- Peljave
- Piperi
- Pirkovci
- Podgora
- Priboj
- Pukiš
- Puškovac
- Ratkovići
- Smiljevac
- Šibošnica
- Tobut
- Vakuf
- Velino Selo
- Visori
- Vražići
- Vukosavci

.
- Datos: Q1529232
- Multimedia: Lopare / Q1529232